# Aristotelia
Genre
Classification phylogénétique
Aristotelia est un genre de plantes de la famille des Elaeocarpaceae.

## Description
Il s'agit de petits arbres ou arbustes, à feuillage généralement persistant.
Les fleurs sont hermaphrodites ou unisexuées, à quatre ou cinq sépales et quatre ou cinq pétales.
L'ovaire est sessile, à deux ou quatre locules.

## Distribution
Le genre est principalement représenté dans l'hémisphère sud : Australie, Nouvelle-Zélande, Amérique du Sud et Pacifique.

## Liste des espèces
La liste des espèces est issue des index IPNI - The International Plant Names Index - et Tropicos - index du Jardin Botanique du Missouri - à la date de juillet 2011. En gras sont indiquées les espèces retenues dans le genre :
- Aristotelia australasica F.Muell. (1861) - Australie
- Aristotelia braithwaitei F.Muell. (1881) – synonyme : Aceratium braithwaitei (F. Muell.) Schltr. - Vanuatu
- Aristotelia chilensis (Molina) Stuntz (1914) – synonymes : Aristotelia glandulosa Ruiz & Pav., Aristotelia macqui L'Hér., Cornus chilensis Molina - Amérique du Sud, Chili
- Aristotelia × colensoi Hook.f. (1864))
- Aristotelia erecta Buchanan (1871)
- Aristotelia × fruserrata Cockayne & Allan (1926)
- Aristotelia fruticosa Hook.f. (1852)
  - Aristotelia fruticosa var erecta Hook.f. (1852)
  - Aristotelia fruticosa var microphyllaHook.f. (1852)
  - Aristotelia fruticosa var prostrataHook.f. (1852)
  - Aristotelia fruticosa var. suberecta Hook.f. (1852)
- Aristotelia gaulteriacea F.Muell. (1891) – synonyme : Sericolea gaultheria (F.Muell.) Schltr. - Nouvelle-Guinée
- Aristotelia glabra Miers (1868)
- Aristotelia glandulosa Ruiz & Pav. : voir Aristotelia chilensis (Molina) Stuntz
- Aristotelia lucida Salisb. (1796)
- Aristotelia macqui L'Hér. (1784) : voir Aristotelia chilensis (Molina) Stuntz
  - Aristotelia macqui var. alpestris Reiche : voir Aristotelia chilensis (Molina) Stuntz
  - Aristotelia macqui var. andina Phil. (1864) : voir Aristotelia chilensis (Molina) Stuntz
  - Aristotelia macqui var. brachystyla Kurz. : voir Aristotelia chilensis (Molina) Stuntz
  - Aristotelia macqui var. leucocarpa Dimitri : voir Aristotelia chilensis (Molina) Stuntz
- Aristotelia megalosperma F.Muell. (1875) – synonyme :Aceratium megalospermum (F. Muell.) Balgooy
- Aristotelia peduncularis (Labill.) Hook.f. (1857) – synonyme : Elaeocarpus peduncularis Labill.
- Aristotelia pubescens C.T.White (1918)
- Aristotelia racemosa (A.Cunn.) Hook.f. (1852) – synonyme : Friesia racemosa A. Cunn.[1]
- Aristotelia serrata (J. R. Forst. & G. Forst.) Oliv. (1921) – synonyme : Dicera serrata J.R.Forst. & G.Forst.
- Aristotelia trilocularis F.M.Bailey (1913)

## Historique et position taxinomique
Le genre compte une section :
- section Friesia F.Muell. (1875)

Charles Louis L'Héritier de Brutelle décrit une première fois ce genre en 1784 et le dédie à Aristote. Il avait choisi comme espèce type Aristotelia macqui, espèce qui se révélera être un synonyme de Cornus chilensis décrite par Juan Ignacio Molina en 1782, et qui devient Aristotelia chilensis en 1914.
En 1785, Jean-Baptiste de Lamarck a créé un homonyme, invalide, dans la famille des Combrétacées.

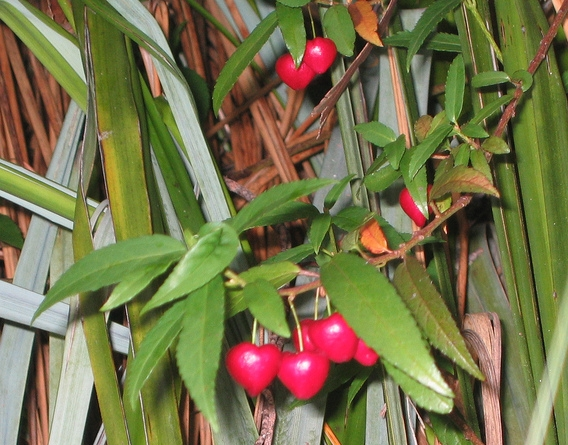
Aristotelia peduncularis
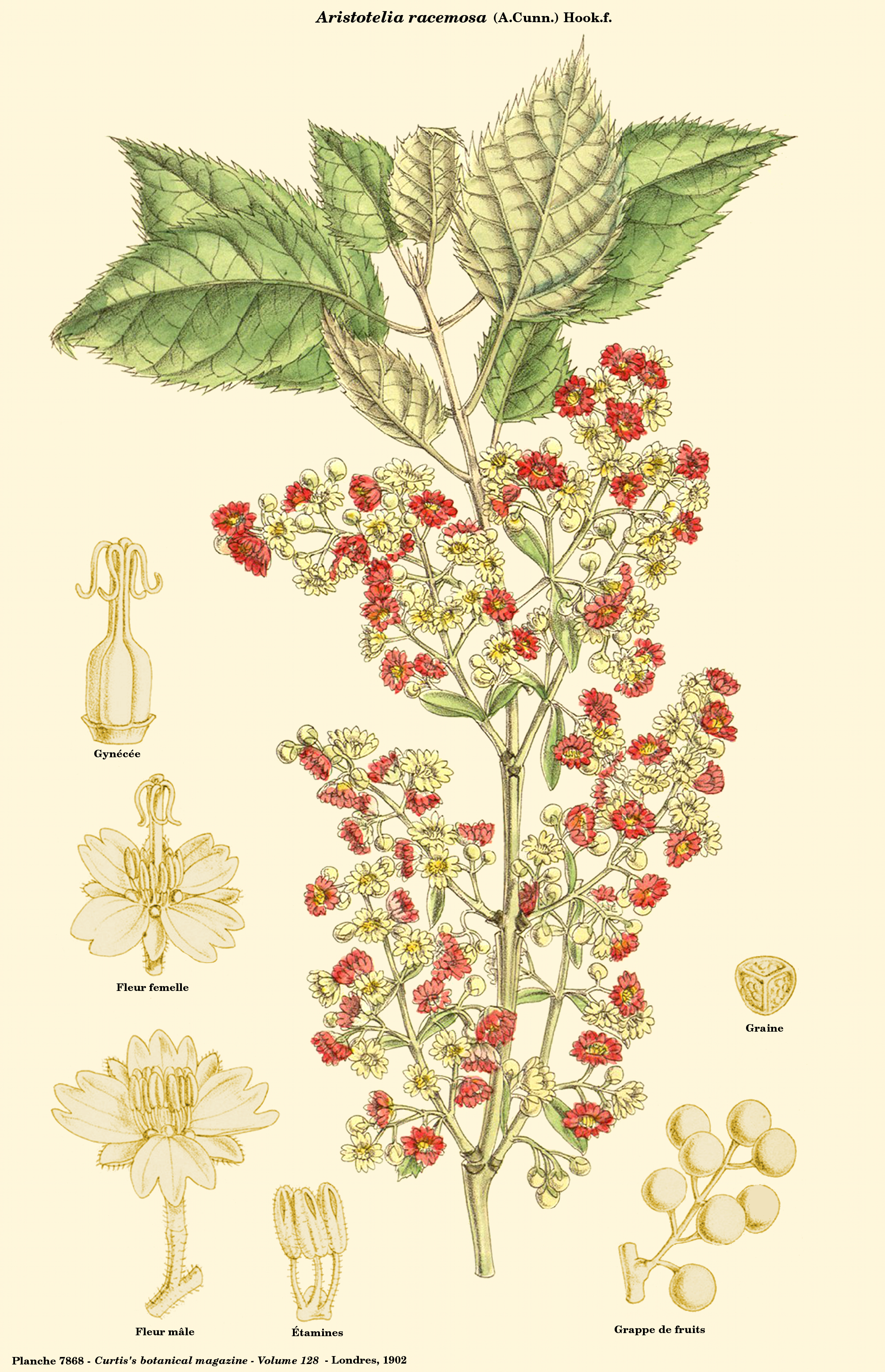
Aristotelia racemosa
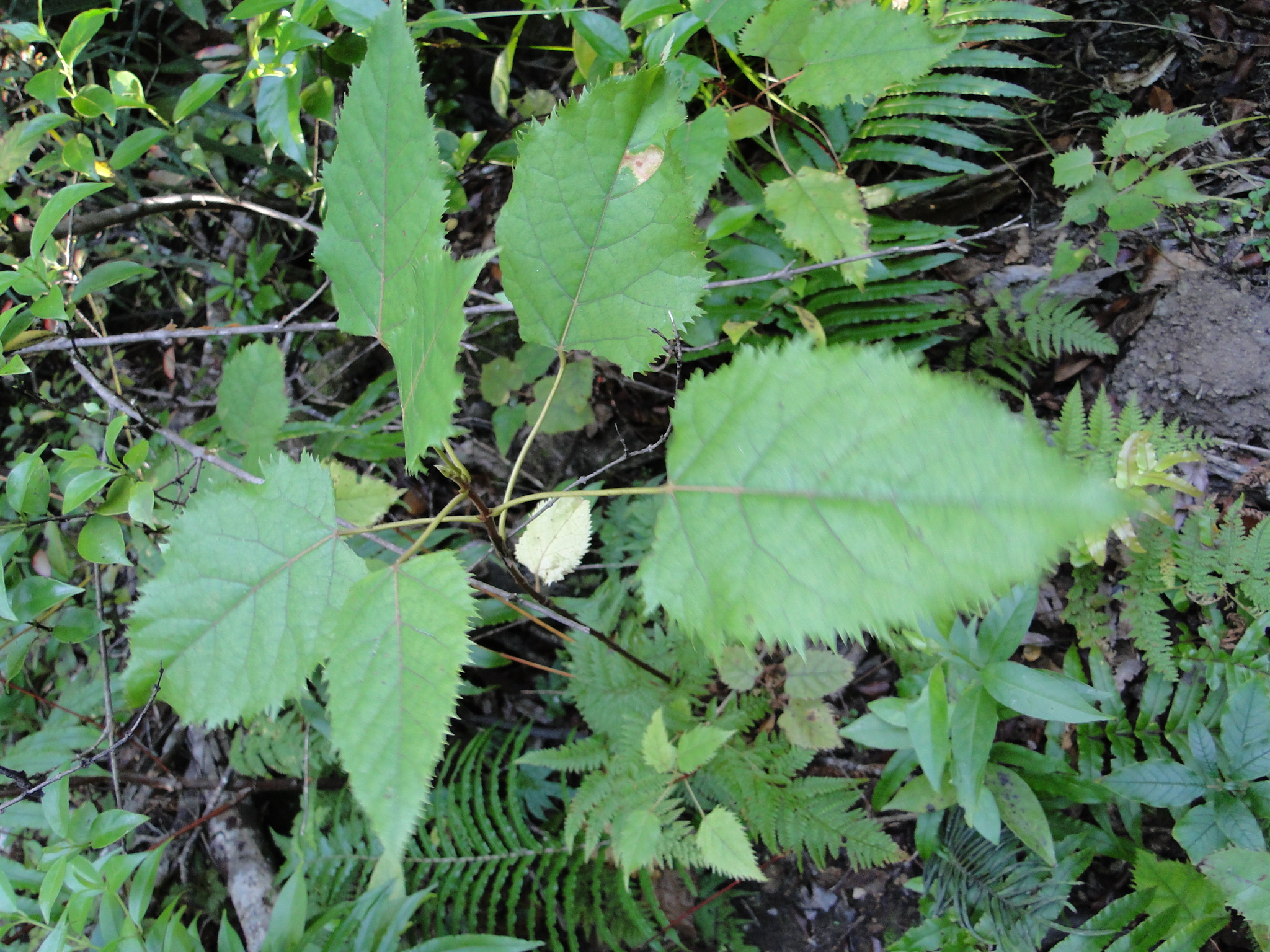
Aristotelia serrata